# Diallus papuanus
Diallus papuanus är en skalbaggsart som beskrevs av Stefan von Breuning 1947. Diallus papuanus ingår i släktet Diallus och familjen långhorningar. Inga underarter finns listade i Catalogue of Life.